# Tismana
Tismana – miasto w południowo-zachodniej Rumunii, w północno-zachodniej części okręgu Gorj, w Oltenii. Liczy 7578 mieszkańców (dane na rok 2002).
Prawa miejskie uzyskało 7 kwietnia 2004. Leży 30 kilometrów na zachód od miasta Târgu Jiu, stolicy okręgu. Znane jest z monastyru Tismana wybudowanego na przełomie XV i XVI wieku. Merem miasta od 2004 jest Costel Buzianu.